# Recanoz
 Recanoz  es una población y comuna francesa, en la región de Franco Condado, departamento de Jura, en el distrito de Dole y cantón de Chaumergy.

## Demografía
| 70 | 68 | 62 | 46 | 52 | 52 |
| Para los censos de 1962 a 1999 la población legal corresponde a la población sin duplicidades (Fuente: INSEE [Consultar]) |    |    |    |    |    |